# Playa Negra
Playa Negra, es una playa ubicada en la comuna de Penco (Chile) perteneciente a la Playa de Penco pero obtiene este nombre por el color de la arena que es muy oscuro, además que es una playa donde existen sitios para realizar pícnic y camping con buena vegetación, además de juegos infantiles y cabañas a los alrededores. Se ubica entre la desembocadura del Río Andalién y el sector de la estación de ferrocarriles de Penco. En todo el litoral norte de la Provincia de Concepción es la playa más cercana a la ciudad penquista con una gran cantidad de buses licitados con recorridos al Gran Concepción , así mismo también hacia Tomé.